# Höstlöv
Höstlöv (engelska: Autumn Leaves) är en oljemålning av den engelske konstnären John Everett Millais. Den målades 1856 och ingår sedan 1892 i samlingarna på Manchester Art Gallery. 
Målningen visar fyra flickor som har krattat ihop en lövhög. Målningen med dess skymningsljus ger en melankolisk stämning. Som modeller för de två äldre flickorna som möter betraktarens blick stod konstnärens hustru Effie Grays systrar Alice och Sofia.  